# Hagenmühle (Burgbernheim)
Hagenmühle (fränkisch: Hohngmühl) ist ein Gemeindeteil der Stadt Burgbernheim im Landkreis Neustadt an der Aisch-Bad Windsheim (Mittelfranken, Bayern). Hagenmühle liegt in der Gemarkung Burgbernheim.

## Geografie
Die Einöde, bestehend aus einem Wohnhaus und sechs Nebengebäuden, liegt in der Windsheimer Bucht an der Ens, die unmittelbar östlich des Ortes drei Weiher speist. Dort befindet sich auch ein Baum, der als Naturdenkmal ausgezeichnet ist. Der Waldbach mündet in einen dieser Weiher. Die Kreisstraße NEA 43 führt am Hilpertshof vorbei nach Mörlbach (4 km nordwestlich) bzw. die Bundesstraße 470 kreuzend nach Burgbernheim (1,7 km südöstlich).

## Geschichte
Der Ort wurde 1603 als „Hagen Mühl“ erstmals urkundlich erwähnt. Der Ortsname bedeutet Mühle im eingefriedeten Platz.
Seit Ende des 18. Jahrhunderts gehört die Hagenmühle (auch Gerlesmühle genannt) zur Realgemeinde Burgbernheim. Die Mühle hatte das brandenburg-bayreuthische Schultheißenamt Burgbernheim als Grundherrn. Unter der preußischen Verwaltung (1792–1806) des Fürstentums Bayreuth erhielt die Hagenmühle die Hausnummer 201 des Ortes Burgbernheim.
Von 1797 bis 1810 unterstand der Ort dem Justizamt Külsheim und Kammeramt Ipsheim. Im Rahmen des Gemeindeedikts wurde die Gerlesmühle dem 1811 gebildeten Steuerdistrikt Burgbernheim und der 1813 gebildeten Munizipalgemeinde Burgbernheim zugeordnet.

### Baudenkmal
- Haus Nr. 1: Mühle mit Fachwerkscheune[10]

### Einwohnerentwicklung
| Jahr      | 001818 | 001840 | 001861 | 001871 | 001885 | 001900 | 001925 | 001950 | 001961 | 001970 | 001987 |
| Einwohner | 9      | 8      | 7      | 11     | 11     | 9      | 8      | 5      | 5      | 4      | 4      |
| Häuser    | 1      | 1      |        |        | 1      | 1      | 1      | 1      | 1      |        | 1      |
| Quelle    | [ 12 ] | [ 13 ] | [ 14 ] | [ 15 ] | [ 16 ] | [ 17 ] | [ 18 ] | [ 19 ] | [ 20 ] | [ 21 ] | [ 1 ]  |

## Religion
Der Ort ist evangelisch-lutherisch geprägt und bis heute nach St. Johannis (Burgbernheim) gepfarrt. Die Katholiken sind nach St. Bonifaz (Bad Windsheim) gepfarrt.